# Din död förkunnar vi
Din död förkunnar vi är en psalm med musik skriven 1985 av Gunno Södersten.

## Publicerad i
- Psalmer och Sånger 1987 som nummer 768:2 under rubriken "Psaltarpsalmer och andra sånger ur bibeln".[1]